# Waltembourg
Waltembourg és un municipi francès situat al departament del Mosel·la i a la regió del Gran Est. L'any 2007 tenia 228 habitants.

## Demografia

### Població
El 2007 la població de fet de Waltembourg era de 228 persones. Hi havia 80 famílies, de les quals 12 eren unipersonals (4 homes vivint sols i 8 dones vivint soles), 28 parelles sense fills i 40 parelles amb fills.
La població ha evolucionat segons el següent gràfic:
Habitants censats

### Habitatges
El 2007 hi havia 86 habitatges, 81 eren l'habitatge principal de la família, 1 era una segona residència i 4 estaven desocupats. 85 eren cases i 1 era un apartament. Dels 81 habitatges principals, 77 estaven ocupats pels seus propietaris i 4 estaven llogats i ocupats pels llogaters; 1 tenia dues cambres, 1 en tenia tres, 18 en tenien quatre i 61 en tenien cinc o més. 68 habitatges disposaven pel capbaix d'una plaça de pàrquing. A 17 habitatges hi havia un automòbil i a 55 n'hi havia dos o més.

### Piràmide de població
La piràmide de població per edats i sexe el 2009 era:
| Homes | Edats   | Dones |
| ----- | ------- | ----- |
| 0     | 95 o +  | 0     |
| 0     | 90 a 94 | 0     |
| 0     | 85 a 89 | 0     |
| 0     | 80 a 84 | 0     |
| 4     | 75 a 79 | 0     |
| 0     | 70 a 74 | 0     |
| 8     | 65 a 69 | 12    |
| 0     | 60 a 64 | 4     |
| 0     | 55 a 59 | 0     |
| 0     | 50 a 54 | 4     |
| 20    | 45 a 49 | 4     |
| 12    | 40 a 44 | 24    |
| 12    | 35 a 39 | 8     |
| 8     | 30 a 34 | 12    |
| 0     | 25 a 29 | 0     |
| 16    | 20 a 24 | 8     |
| 12    | 15 a 19 | 0     |
| 12    | 10 a 14 | 8     |
| 12    | 5 a 9   | 0     |
| 8     | 0 a 4   | 0     |

## Economia
El 2007 la població en edat de treballar era de 155 persones, 125 eren actives i 30 eren inactives. De les 125 persones actives 120 estaven ocupades (66 homes i 54 dones) i 5 estaven aturades (1 home i 4 dones). De les 30 persones inactives 7 estaven jubilades, 15 estaven estudiant i 8 estaven classificades com a «altres inactius».

### Ingressos
El 2009 a Waltembourg hi havia 83 unitats fiscals que integraven 237 persones, la mediana anual d'ingressos fiscals per persona era de 21.463 €.

### Activitats econòmiques
Dels 4 establiments que hi havia el 2007, 1 era d'una empresa de fabricació d'elements pel transport, 2 d'empreses de construcció i 1 d'una empresa d'hostatgeria i restauració.
L'únic servei als particulars que hi havia el 2009 era un paleta.

## Equipaments sanitaris i escolars
El 2009 hi havia una escola elemental integrada dins d'un grup escolar amb les comunes properes formant una escola dispersa.

## Poblacions més properes
El següent diagrama mostra les poblacions més properes.